# O Casamento de Gorete
O Casamento de Gorete é um filme de comédia brasileiro de 2014, dirigido por Paulo Vespúcio e estrelado por Rodrigo Sant'Anna.

## Sinopse
Gorete (Rodrigo Sant'Anna) é uma excêntrica e famosa apresentadora de um programa de rádio em uma pequena e fictícia cidade, chamada Pau Torto. Ela carrega um passado triste por ter sido rejeitada pelo pai quando ainda criança por ser homossexual, por esse fato abandonou a família e seu grande amor. Após anos afastada de suas origens, ela descobre que seu pai está prestes a morrer e retorna à fazenda de sua família. Lá, ela descobre que, para receber a herança de seu pai, é obrigada a se casar. Assim, começa uma grande disputa na cidade para saber quem será o marido de Gorete.

## Elenco
- Rodrigo Sant'Anna como Gorete (Davi)[1]
- Tadeu Mello como Domitila
- Ataíde Arcoverde como Marivalda
- Carlos Bonow como Bonitão
- Letícia Spiller como Rochana[3][4]
- Ricardo Blat como Pai de Gorete
- Nando Rodrigues como 'Bixinha' Faz Tudo na Rádio
- Marcos Oliveira como Padre
- Virgínia Rodrigues como Raimunda
- André Mattos como Passageiro do ônibus
- Russo como Passageiro do ônibus
- Pedro Novaes como Bonitão jovem
- José Victor Amorim como Davi criança

## Produção
O filme é escrito e dirigido pelo cineasta Paulo Vespúcio, sendo esse seu primeiro trabalho como diretor. Letícia Spiller assume a produção do longa.

### Filmagens
Em abril de 2013, as gravações do filme começaram a ser rodadas no município de Barra do Piraí, no sul do Rio de Janeiro. Cerca de 400 moradores e estudantes da cidade participaram das filmagens compondo o elenco de figurantes do filme, que foi o primeiro a ser gravado inteiramente em Barra do Piraí.

## Recepção
Arthur Grieser, em sua crítica ao site Cinema com Rapadura, escreveu: "Fica até difícil para escrever sobre um trabalho como esse. Se me estender demais parágrafo após parágrafo, acabarei me tornando repetitivo nas críticas, e aí cairia na própria armadilha do filme; de repetir as mesmas piadas de péssimo gosto e nenhum requinte minuto após minuto."
Bruno Carmelo, do site AdoroCinema, deu ao filme 1 estrela de 5 possíveis, o que classifica o filme como "muito ruim", escrevendo: "O Casamento de Gorete revela-se um filme associal, apolítico e reacionário – um esforço contraprodutivo de visibilidade e respeito à comunidade LGBT. Não adianta dizer que “é só comédia”, afinal, o humor tem a sua responsabilidade social como qualquer outra forma de representação. Enquanto gays forem limitados ao espaço da diferença, da alteridade, ou seja, enquanto forem mantidos em posição marginal e inferior aos heterossexuais, não se pode falar em avanço social ou cultural."